# Limes Mauretaniae

Limes de l'Afrique romaine

Le Limes Mauretaniae faisait partie de la frontière romaine fortifiée (limes), longue de 4 000 kilomètres, en Afrique. Elle était située à environ 100 kilomètres au sud de l'Alger moderne.
S'étendant entre Auzia (Sour El-Ghozlane, Algérie) et Numerus Syrorum (Maghnia, Algérie), c'était une partie de la ligne de fortification et de sécurité frontalière nord-africaine de l'Empire romain qui s'étendait de la côte atlantique au Limes Tripolitanus en Tunisie.

## Fonction
En Afrique du Nord romaine, il n'y avait pas de fortifications frontalières continues telles que le mur d'Hadrien en Grande-Bretagne. Les transitions sur le Limes Africanus entre le territoire romain et les zones tribales libres étaient fluides et n'étaient surveillées que par les garnisons de quelques avant-postes. Leurs tâches de sécurité étaient encore compliquées par les longues lignes de communication et l'absence d'une frontière claire. Le plus grand danger était posé par les tribus nomades berbères, qui menaient une guerre sporadique avec Rome. La chaîne de forts était principalement destinée à marquer le domaine romain. Dans de nombreuses régions, le système a également servi à contrôler et à canaliser les mouvements migratoires des tribus ou des peuples nomades, y compris le suivi et la déclaration de leurs activités, et de frontière douanière. Ce Limes n'était donc pas tant un système militaire de sécurité frontalière, mais plutôt une frontière économique surveillée avec les peuples nomades libres et les tribus montagnardes. Les Limes n'auraient pas pu résister à une attaque militaire coordonnée.

## Histoire

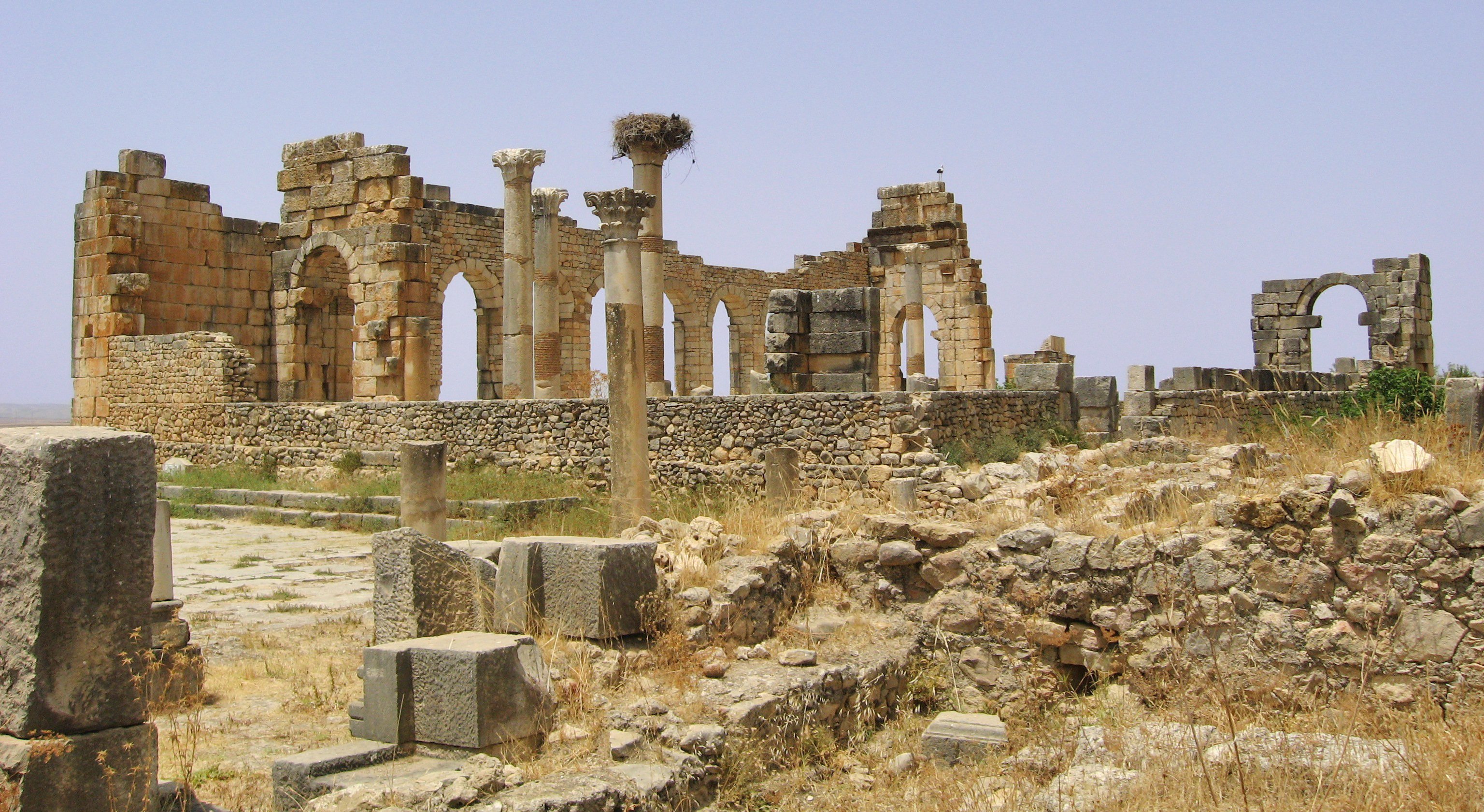
Ruines romaines de Volubilis, Maroc.

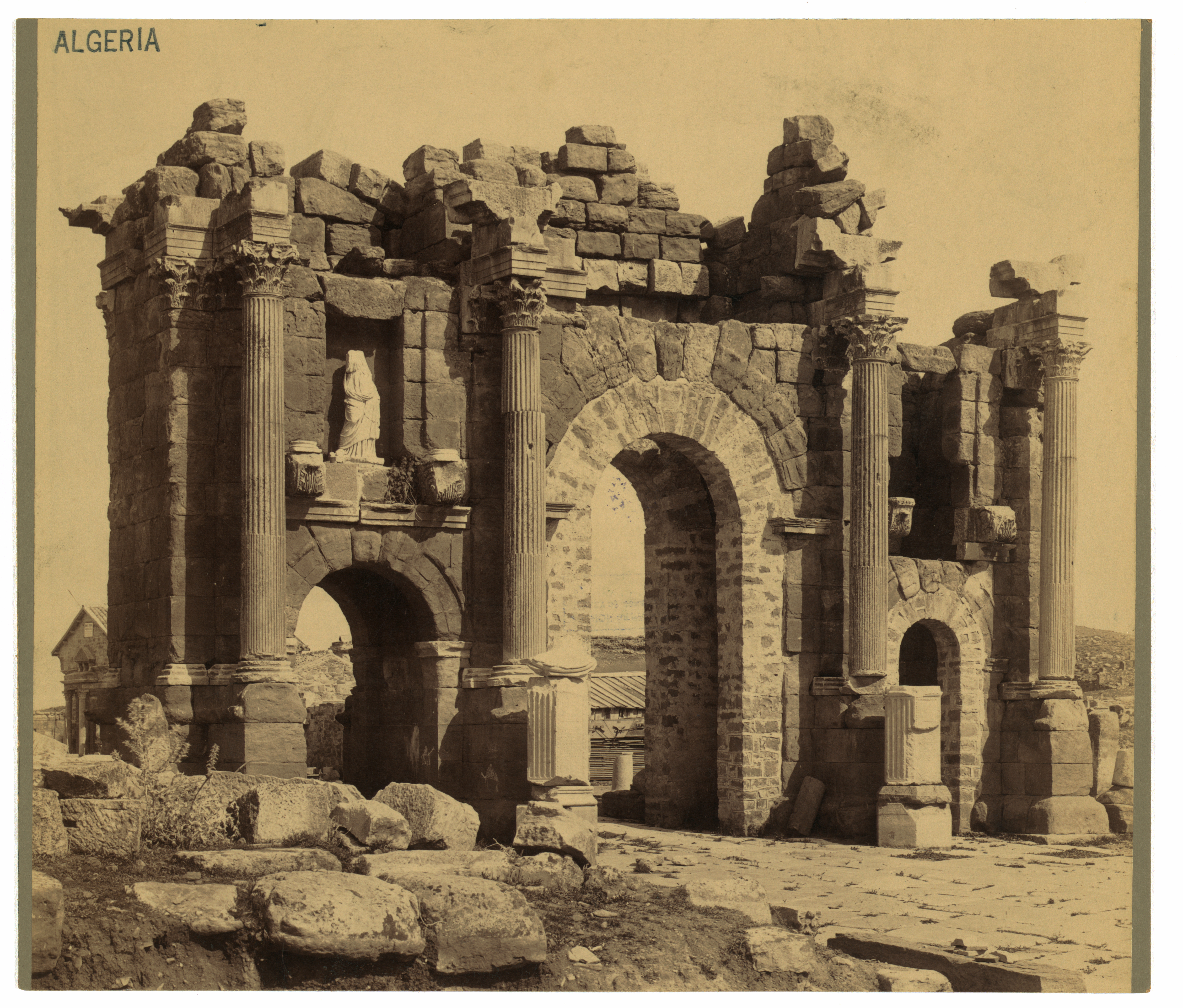
Ruines de l'arc romain de Trajan à Thamugadi (Timgad), Algérie.

Au cours de sa guerre civile, Jules César avait vaincu les partisans de Pompée à la bataille de Thapsus en 46 av. J.-C. Après la bataille, le royaume précédemment indépendant de Numidie, dont le roi, Juba avait pris parti pour Pompée, fut divisé. Une partie fut attribuée au royaume de Mauritanie, et l'autre ajoutée à la province romaine d'Afrique. Le Royaume de Mauritanie fut fondé en 33 avant J.-C. et légué à Rome par le roi Bocchus II. Le royaume était initialement sous domination romaine directe. En 25 avant J.-C., Auguste nomma Juba II souverain du royaume client, mais il ne fit rien pour pacifier l'arrière-pays. En 23 av. J.-C., son fils Ptolémée lui succéda et réprima un soulèvement contre Rome. Lorsque Ptolémée visita Rome en 40 après J.-C., cependant, Caligula le fit assassiner et annexa le royaume. La révolte qui éclata fut réprimée en 44 apr. J.-C. Claudius divisa le territoire de l'ancien royaume en provinces Mauretania Caesariensis, avec sa capitale à Colonia Claudia Caesariensium, maintenant Cherchell, et Mauretania Tingitana, avec sa capitale initialement à Volubilis, et plus tard à Tingis, aujourd'hui Tanger.
Dans les provinces africaines, il y avait des troubles et des soulèvements fréquents pendant la domination romaine. En 238 après J.-C., le gouverneur d'Afrique, Gordien I, et son fils Gordien II (en tant que co-régent) furent proclamés contre leur gré par le Sénat romain comme le contre-empereur de l'empereur Maximinus Thrax. Cependant, leurs troupes furent défaites par la Legio III Augusta. Sous l'empereur Dioclétien, la nouvelle province de Maurétanie Sitifensis, du nom de sa capitale Sitifis (aujourd'hui Sétif), fut séparée de la Maurétanie Caesariensis.
Au Ve siècle, les deux provinces tombent aux mains des Vandales. Des parties de Tingitana, Caesariensis et Sitifensis furent reconquises par l'empire byzantin après l'anéantissement du royaume vandale par le général byzantin Belisarius au VIe siècle. L'expansion islamique mit fin à la domination de Byzance au VIIe siècle.

## Topographie

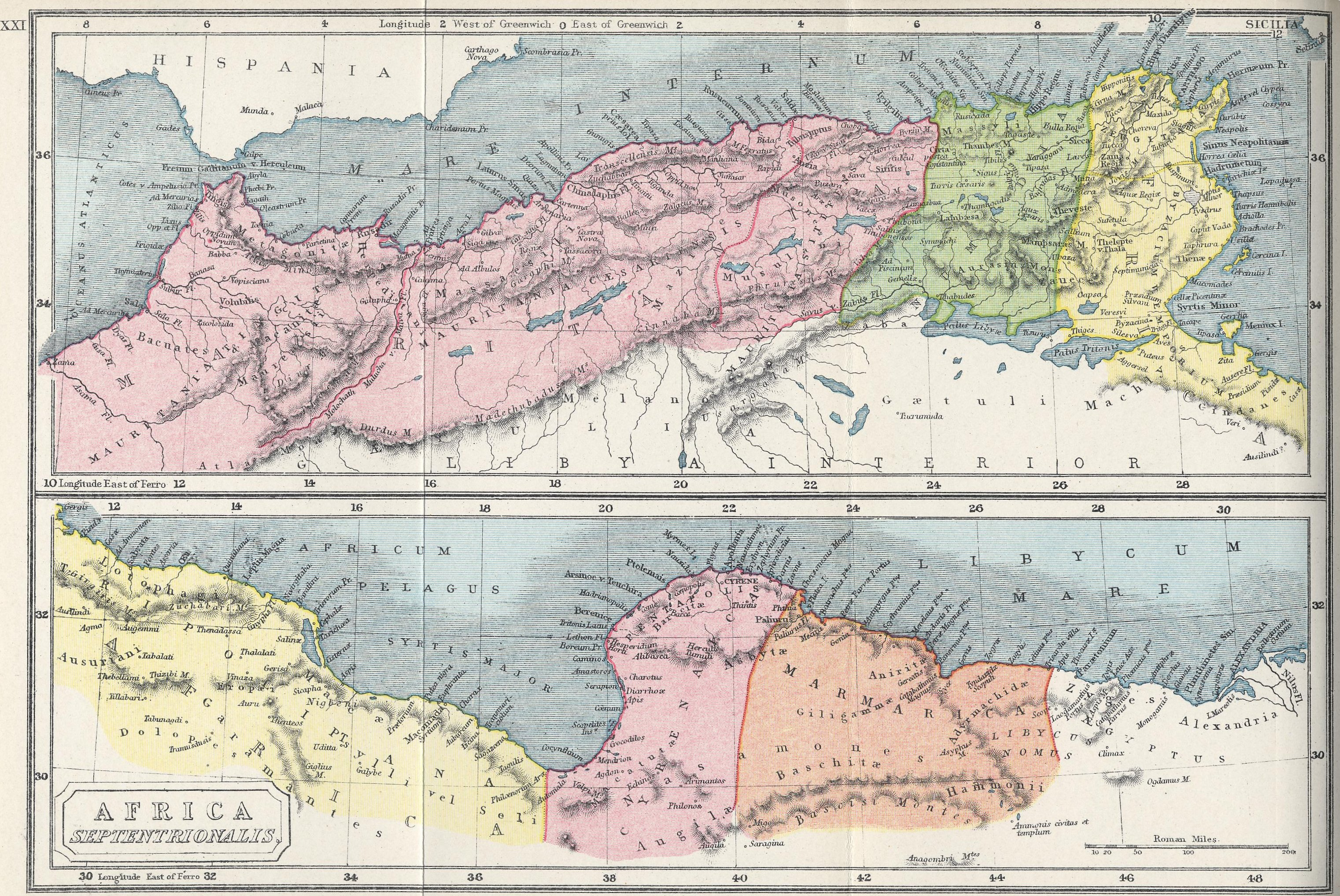
Carte de l'Afrique du Nord à l'époque romaine

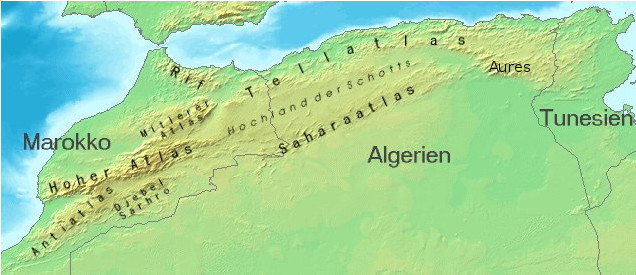
Les montagnes de l'Atlas

Le limes nord-africain protégeait les provinces qui s'étendaient sur une longueur de 90 à 400 kilomètres à l'intérieur des terres de la Méditerranée. La géographie des provinces de Maurétanie Caesariensis et de Maurétanie Tingitana était grossièrement divisée en une bande côtière de largeur variable, suivie de quelques régions montagneuses ou vallées fluviales très fertiles, s'estompant progressivement en une zone frontalière de steppe et de steppe désertique et en régions montagneuses. Les habitants de la Mauritanie, en particulier dans la Tingitana, étaient probablement des tribus montagnardes semi-nomades apparentées aux Ibères.
La frontière orientale de la province de Maurétanie Caesariensis (identique à la frontière orientale de la dernière province de Sitifensis) s'étendait approximativement sur une ligne à l'ouest du cap Bougaroun sur la rivière Ampsaga , jusqu'à l'extrémité est du Chott el Hodna et plus à l'ouest dans le paysage de steppe. Cette ligne séparait également la population sédentaire des nomades, et formait autrefois la frontière de la région dominée par Carthage. La frontière sud s'approchait de la côte le long du versant nord de l'Atlas tellien lors de la transition de la Numidie à la Maurétanie Caesariensis. La zone dominée par les Romains rétrécit ainsi d'une largeur d'environ 400 kilomètres (248,5484768 mi) à seulement environ 95 kilomètres (59,03026324 mi). La frontière plus au nord de la Mauritanie Caesariensis correspondait à peu près à la limite de précipitation requise pour l'agriculture. Les forces armées romaines, qui n'y étaient que faiblement représentées, ont également été déterminantes pour la limitation initiale du territoire.
L'aire d'influence romaine, à l'origine limitée à la côte de Caesariensis, s'est étendue plus au sud pour des raisons économiques jusqu'au Maghreb du Ier au IIIe siècle. Cela a inévitablement conduit à des troubles parmi la population locale, qui craignait pour ses moyens de subsistance. À l'ouest, la rivière Malva (Molouya) formait la frontière avec la province de Maurétanie Tingitana.
Une vaste plaine aride sépare l'Algérie du Maroc. Au nord, les contreforts des montagnes du Rif tombent à pic dans la mer, empêchant une connexion terrestre directe le long de la côte. La connexion entre Caesaria et Tingis était donc normalement maintenue par la mer, car il n'y avait pas de zones entre les deux provinces qui étaient économiquement utilisées par les Romains.
L'influence et le contrôle romains dans la province de Maurétanie Tingitana s'étendaient le long de la côte atlantique jusqu'à la rivière Sala (Bou Regreg) près de Sala Colonia et le plateau de l'Atlas autour de Volubilis, une zone à haut rendement agricole. Le nord du Rif et les montagnes de l'Atlas, cependant, n'ont jamais été occupés en permanence par l'armée.
Le réseau routier établi par les Romains en Afrique du Nord assurait de bonnes liaisons logistiques en temps opportun pour le commerce et l'approvisionnement de leurs troupes largement déployées. À Caesariensis, il y avait trois voies de circulation parallèles à la côte. En règle générale, cependant, les surfaces n'étaient pas pavées. Les voies de circulation naturelles, comme les rivières, n'étaient pas disponibles dans la province de Caesariensis. La frontière de la steppe était bien aménagée pour des raisons militaires.

## Économie
Les principaux produits d'exportation des deux provinces mauritaniennes étaient le bois et la teinture pourpre ainsi que les produits agricoles. Tingitana exportait des animaux sauvages pour les jeux du cirque. Les tribus maures qui y résidaient étaient ardemment recrutées comme troupes auxiliaires, en particulier comme cavalerie légère. Les habitants de la côte vivaient dans une relation symbiotique avec les nomades de la steppe et les tribus montagnardes. Au début de la saison sèche, les nomades et les tribus montagnardes se sont déplacés vers les régions côtières, se sont embauchés comme ouvriers et ont échangé des produits agricoles contre des animaux de leurs troupeaux.

## Frontière et fortifications
La lutte de Rome contre les barbares a toujours été caractérisée par la supériorité numérique de l'adversaire. Rome a souvent été obligée de compenser son infériorité par l'utilisation de la technologie. Le limes des deux provinces mauritaniennes n'était pas un mur frontalier fortifié continu en raison de la distance considérable entre l'Atlantique et la frontière orientale de la province de Caesariensis. Au lieu de cela, il y avait des barrières (clausura) dans les vallées de l'Atlas, des fossés (fossata), des remparts et une série de tours de guet et de châteaux. Les installations étaient reliées par un réseau routier aménagé selon des considérations stratégiques. Le système de sécurité aux frontières était largement adapté aux circonstances de la topographie, mais aussi au comportement et au mode de vie des ethnies vivant à cet endroit, et n'était donc guère fortifié par endroits. L'expansion de la frontière en Mauritanie s'est intensifiée au début du Ier siècle de notre ère et s'est étendue un peu plus au sud jusqu'au IIIe siècle.
À l'est des Monts du Hodna, il y avait un système de clausurae, le Fossatum Africae, qui « consistait en un fossé, un mur, des tours de guet et des portes ». Ce système daterait de l'époque d'Hadrien, vers les années 120 AD. Il y a au moins trois sections distinctes du fossatum; cette section est la plus longue à environ 87 milles (140,012928 km)  Le fossatum "est constitué d'un seul fossé 4 to 6 m de large et 2.3 to 2.4 m de profondeur, avec un muret pas plus de 2.5 m (8 pi 2 in) élevé."  En général, la priorité était de boucler la zone montagneuse en utilisant des obstacles naturels. La zone occupée par les Romains de la province de Maurétanie Caesariensis était définie par une ligne de fortifications longeant le fleuve Chelif (Chinalaph). Cela fut sécurisé par une série de tours de guet, construites par Hadrien, à environ 30 à 50 kilomètres. La faible profondeur de la zone contrôlée suggère que les tribus montagnardes résidant ici ne pourraient jamais être subjuguées. Au nord-ouest de la province, les montagnes du Rif tombent à pic dans la mer, empêchant une connexion terrestre directe entre les provinces. À partir de 197 environ après J.-C., les empereurs Sévères construisirent une série de forts dans l'ouest de Caesariensis à la frontière nord du plateau. Le dernier fort de cette série était Numerus Syrorum (Maghnia moderne) ; c'était à l'ouest des montagnes de Tlemcen. La chaîne de forts hadrianiques sur le fleuve Chelif servait désormais de barrière supplémentaire et de ligne de défense.
La Maurétanie Tingitana était difficile à contrôler et à défendre en raison de sa topographie. Au nord-est, les tribus des montagnes du Rif étaient une préoccupation constante. Au départ, il n'y avait pas de ligne de sécurité avec des miradors pour mieux surveiller le massif. La direction sud-est et jusqu'à 4 000 mètres (13 123,3596 pi) haut Atlas se jette brusquement dans le Sahara sur son côté oriental. Aucune de ces régions ne pouvait être conquise par Rome. De même, les zones côtières facilement accessibles du centre et du sud du Maroc au sud de Rabat sont restées en dehors de la sphère d'influence romaine.
La ligne de forts de Tingitana était principalement orientée vers la côte, ou du moins près de la côte, et servait à repousser les attaques mauresques et les incursions de pirates du Rif et de l'Atlas. En raison de la menace des pirates, la protection côtière et le fleuve intérieur Sububus (Sebou) ont été renforcés à partir du IIe siècle par la construction de forts à Thamusida, Iulia Valentia Banasa et Tremuli (Souk El Arbaa) Les troupes romaines de la province étaient concentrées principalement dans les forts de la côte et autour de la métropole provinciale de Volubilis. Sala et Volubilis, cependant, étaient en dehors de la zone protégée par les forts sur la rivière. Volubilis était exposé à l'intérieur des terres et nécessitait donc d'importants efforts de défense. Dès la seconde moitié du IIe siècle, un mur d'enceinte et de nombreux castra et postes d'observation servaient à protéger la ville. Sur la côte, la Sala était fermée de l'Atlantique au Bou Regreg sur 11 kilomètres (6,835083112 mi) -un long fossé, qui était partiellement renforcé par un mur, quatre petits forts et une quinzaine de tours de guet. Des forts supplémentaires ont été construits à Tamuda (Tétouan), Souk El Arbaa et Oppidum Novum (Ksar el-Kebir) sur les côtes atlantique et méditerranéenne.
En raison des attaques croissantes des tribus locales, la frontière à Tingitana fut retirée à la ligne Frigidae (Azib el Harrak ) –Thamusida  sous Dioclétien dans la seconde moitié du IIIe siècle. La zone autour de Volubilis fut abandonnée, tandis que la ville de Sala a probablement été conservée jusqu'au début du IVe siècle.
Au début du principat les forts étaient assez rares en province car les troupes étaient déployées sur un vaste territoire. Les forts et les tours de guet qui ont été construits plus tard étaient pour la plupart rectangulaires et occupaient 0,12 à 0,5 hectare. Les postes militaires plus petits, appelés castelets ou burgi, avaient une taille de seulement 0,01–0,10 ha, murs renforcés, pas de fenêtres et seulement une petite garnison. Ils étaient stratégiquement situés dans la zone et servaient, entre autres, à envoyer des messages en échangeant des signaux avec les forts voisins.

## Forces armées
Pour la défense et la protection contre les soulèvements et les raids des tribus nomades et montagnardes, la Legio III Augusta était la seule légion en Afrique du Nord en dehors de l'Égypte depuis l'époque d'Auguste. Cela pouvait sembler au départ trop répartir les forces, mais était basé sur l'évaluation économique de la valeur défensive des terres arables par rapport aux régions de moindre importance qui justifiaient un effort de défense moins coûteux. Ainsi, lors de la visite d'Hadrien, 128 sections étendues des zones frontalières le long des déserts n'ont pas du tout été surveillées par les Romains. Les forces armées existantes avaient pour tâche de protéger la frontière contre les raids des steppes, des montagnes et des zones désertiques, mais d'un autre côté, elles n'étaient pas autorisées à constituer une menace pour Rome. Cette évaluation équilibrante entre des moyens militaires suffisants pour écarter un danger extérieur et en même temps éviter une menace intérieure s'applique en principe à toutes les provinces. Bien que le potentiel militaire ait été apparemment temporairement dépassé, la légion et les unités auxiliaires d'Afrique du Nord ont été en grande partie en mesure de remplir leur mission.
Jusqu'au début du Ier siècle apr. J.-C., sauf à Ammaedara (Haïdra), il n'y avait pas de bases militaires fixes. Les unités légionnaires et auxiliaires de la province étaient principalement stationnées près de la côte ou dans les villes portuaires. L'emplacement de la Légion a changé plusieurs fois au fil du temps pour des raisons stratégiques, d'abord d'Ammaedara à Theveste (Tébessa) et enfin à Lambaesis. Sous Gordien III, la légion est dissoute en 238 après J.-C. en raison de la suppression réussie d'une révolte sous Gordien I et II, mais fut reconstitué vers 256 sous le règne de l'empereur Valérien. Entre-temps, en fonction du niveau de menace, les forces armées ont parfois été brièvement renforcées. Ainsi, à l'époque de Tibère, la Legio IX Hispana se déplaça temporairement de Pannonie vers l'Afrique du Nord en 17 après J.-C. pour lutter contre la rébellion de Tacfarinas. Plus tard, Antonin le Pieux a de nouveau temporairement augmenté la force des troupes en Maurétanie en raison d'une rébellion.
Au IIe siècle, les forces auxiliaires se composaient de trois alae et dix cohortes, soit un total d'environ 7 000 hommes, à Caesariensis, et de cinq alae et au moins dix cohortes, soit un total d'environ 8 000 hommes, à Tingitana. Les unités auxiliaires étaient composées de soldats de Gaule, d'Italie et d'Afrique du Nord. À partir du IVe siècle, les groupes tribaux berbères se recrutent de plus en plus. Cependant, le nombre de troupes n'a que légèrement changé. Dans les provinces, cependant, le rapport 1:1 entre les légions et les unités auxiliaires qui était normalement visé n'a pas été maintenu; il était nettement moins favorable.

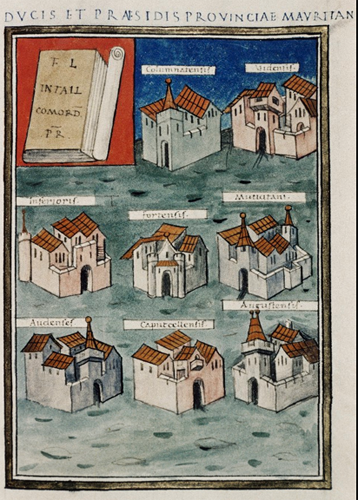
Frontispice de la section Dux et praeses provinciae Mauritanie et Caesariensis dans la Notitia Dignitatum

Dans l'Antiquité tardive, selon la Notitia dignitatum, trois commandants avaient autorité de commandement sur les troupes stationnées à ce Limes (Limitanei et Comitatenses). C'étaient :
- pour le Tingitaniam (ouest algérien, Maroc) du Comes Tingitaniae
- pour l'intra-africain (Tunisie, Algérie, ouest de la Libye) le Dux et praeses provinciae Mauritanie et Caesariensis.
- Ce dernier était sous le commandement du Comes Africae, le commandant de l'armée de campagne d'Afrique, les Comitatenses.

## Flotte

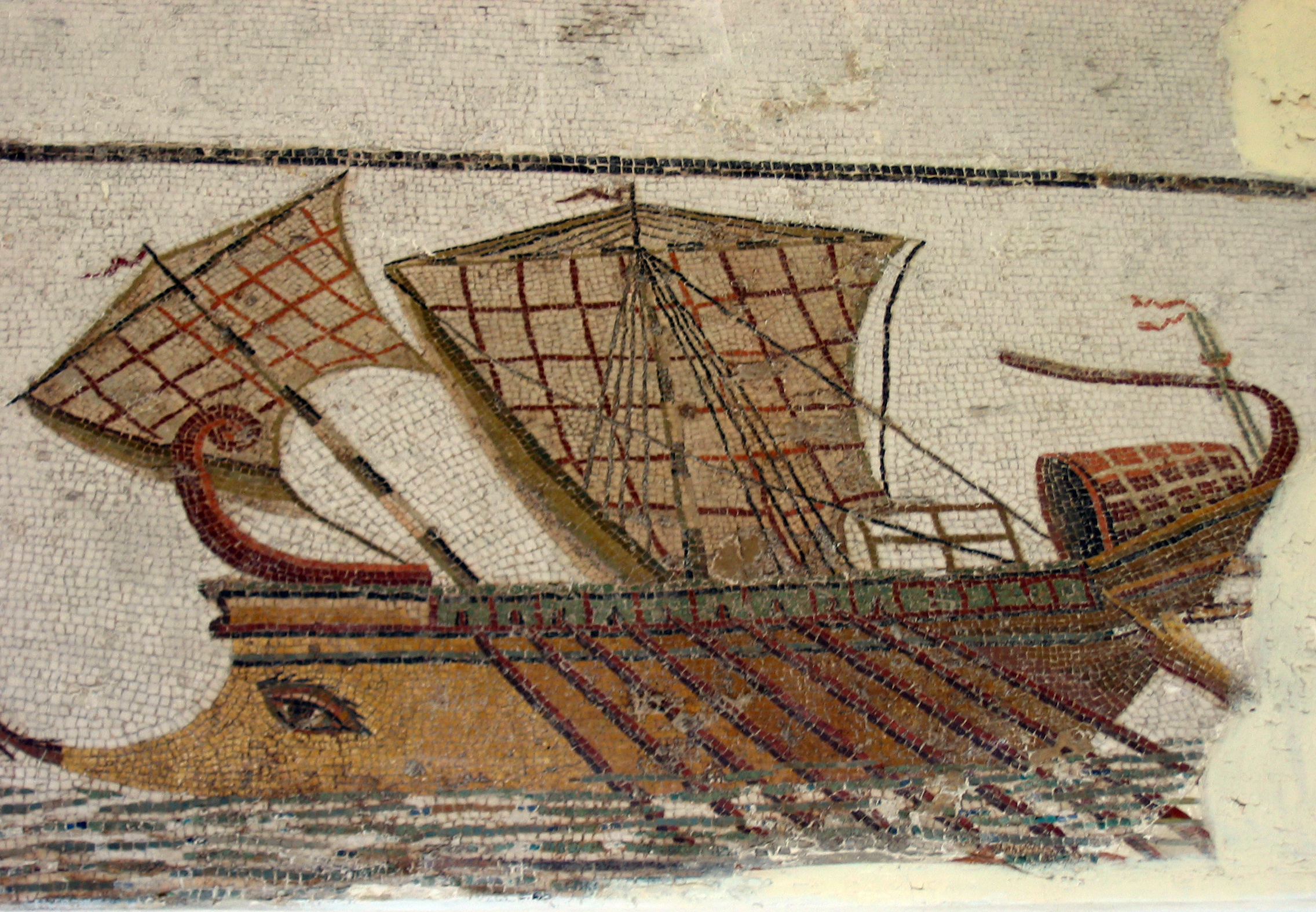
Mosaïque de trirème romaine, Tunisie.

Depuis Marc Aurèle Rome, la puissance navale incontestée de la Méditerranée, a été contraint en raison de la menace omniprésente des pirates de stationner sa propre force navale à Césarée sous le commandement d'un dux par Africam, Numidiam et Mauretaniam. La flotte mauritanienne (classis Mauretanica) existait depuis la fin du IIe siècle apr. J.-C. (elle a probablement été construite vers 176 apr. J.-C.) C'était très probablement des Liburniens, avec une trirème comme vaisseau amiral. Initialement un seul escadron, composé d'unités des flottes syrienne et alexandrine, comme force d'intervention, cette flotte s'est finalement avérée trop faible pour empêcher efficacement les raids des Maures sur les peuples hispaniques qui ont commencé après 170 apr. J.-C. La flotte a été utilisée pour protéger les régions du nord-ouest de l'Afrique et de l'Espagne, en particulier la province de Baetica. Ses autres fonctions comprenaient la sécurisation du détroit de Gibraltar et l'escorte des troupes et des marchandises d'Europe vers l'Afrique. Sa base principale était dans la métropole provinciale de Césarée (Cherchell), d'autres bases étaient :
- Cartennae (Ténès),
- Icosium (Alger),
- Portus Magnus (Arzew/Bethioua),
- Saldae (Béjaïa) et
- Tipasa (Tipaza)